# Mainz-Hartenberg-Münchfeld
Hartenberg-Münchfeld ist ein Ortsbezirk der rheinland-pfälzischen Landeshauptstadt Mainz.
Hartenberg-Münchfeld ist bekannt durch das Bruchwegstadion von Mainz 05, das Landesrundfunkhaus des Südwestrundfunks für Rheinland-Pfalz, die Deutsche Bundesbank (Hauptverwaltung Mainz, früher: Landeszentralbank Rheinland-Pfalz/Saarland), ein großes Berufsschulzentrum, die Kindertagesstätte Alte Patrone mit Künstlerateliers. Im bahnhofsnah gelegenen „Binger Schlag“ genannten Gebiet des Ortsbezirks befinden sich das Taubertsberg-Schwimmbad und das Peter-Cornelius-Konservatorium.

## Geographie

### Nachbarstadtteile
Folgende Mainzer Stadtteile grenzen im Uhrzeigersinn an Hartenberg-Münchfeld:
im Norden mit einem kleinen Teil Mainz-Mombach, im Osten Mainz-Neustadt, im Süden Mainz-Oberstadt und (mit einem kleinen Teil) Mainz-Bretzenheim sowie im Westen Mainz-Gonsenheim.

### Geographische Lage
Im Norden, beim Kinderneurologischen Zentrum, liegt die Grenze auf der Hattenbergstraße und trennt den Stadtteil von der Neustadt bzw. Mombach. Sie verläuft östlich entlang der Bahnlinie bis zur Unterführung direkt nördlich des Hauptbahnhofs, durch sie hindurch und dann westlich des Bahnhofs auf der Mombacher Straße (rechts liegt die Siedlung Baentschstraße) bis zur Binger Straße. Ab hier liegt die Oberstadt auf der anderen Seite der Grenze.
Auf der Binger Straße geht es südwestlich, am Taubertsbergbad und dem Konservatorium vorbei und die Saarstraße im Süden bergauf (entlang der Katholischen Fachhochschule), dem Institut für Musikwissenschaft und der Kunstakademie. Gegenüber der Universität geht es auf der Saarstraße weiter nach Westen bis zur Kreuzung mit der Koblenzer Straße, dem südlichsten Punkt des Stadtteils. Auf der Koblenzer Straße, (das gegenüberliegende wenig bebaute Gebiet gehört zu Mainz-Gonsenheim) geht es nach Norden, an der Filiale der Bundesbank vorbei bis zur Bahnstrecke Alzey–Mainz, deren bogenförmig verlaufender Streckenabschnitt Gonsenheim-Waggonfabrik die durch das Gonsbachtal verlaufende westliche Begrenzung zu Mainz-Gonsenheim bildet. Am Hartmühlenweg in der Nähe des Haltepunkts Waggonfabrik führt die Grenze kurz nach Osten durch ein Schrebergartengebiet. Auf der gegenüberliegenden Seite liegt Mainz-Mombach. Am Kinderneurologischen Zentrum stößt die Grenze wieder von Süden her auf die Bahnstrecke, die hier einen Bogen bildet, um vom Norden in den Hauptbahnhof einzumünden.

### Münchfeld

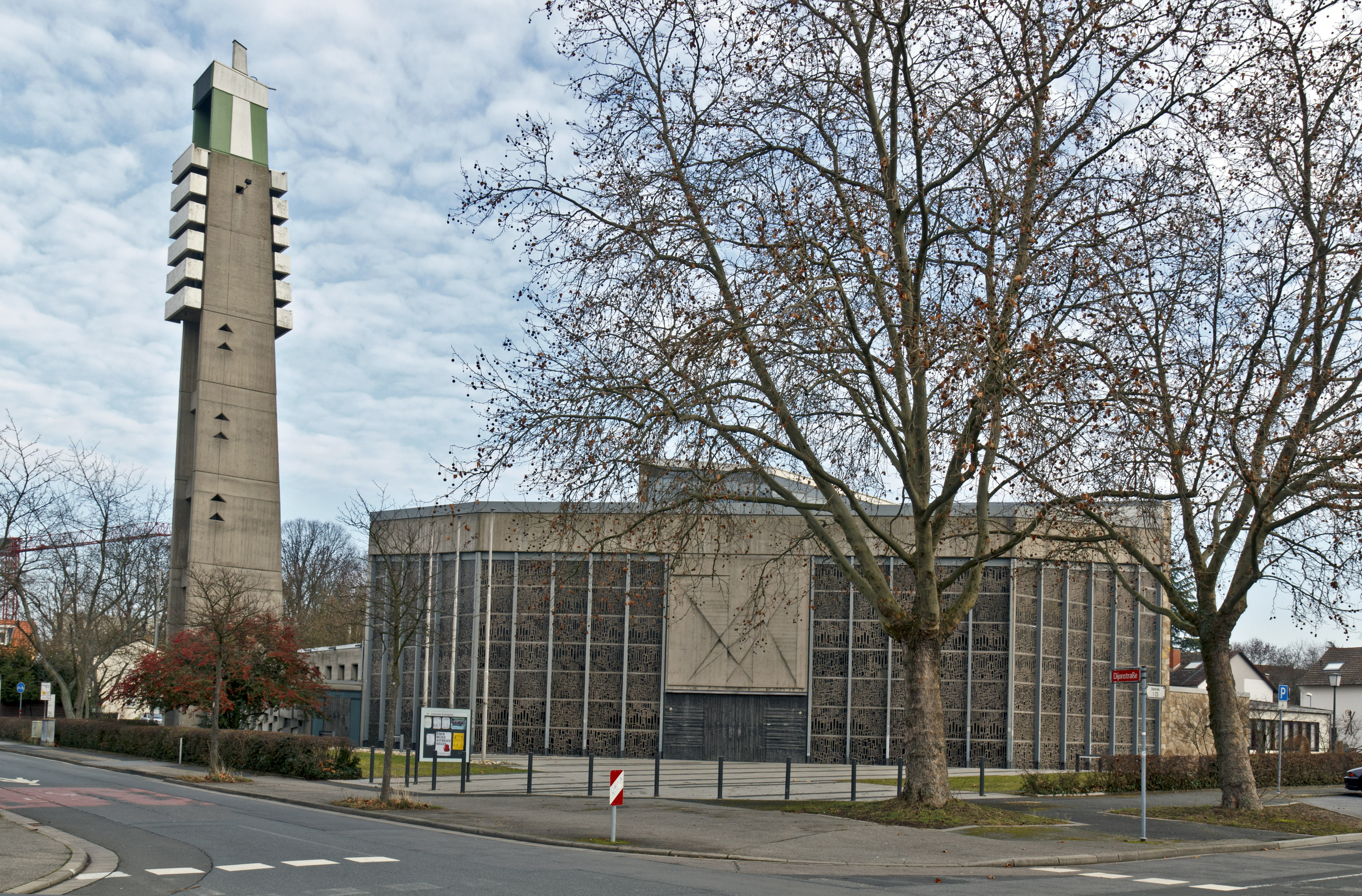
Katholische Pfarrkirche St. Johannes Evangelist im Münchfeld

Das Münchfeld hat seit einigen Jahren wegen seiner Nähe zum Campus der Johannes Gutenberg-Universität eine große Attraktivität für Studierende und Angestellte dieser Institutionen. Die Katholische Hochschulgemeinde (KHG) und Evangelische Studierendengemeinde (ESG) vermieten Wohnheimzimmer, u. a. im Gemeindezentrum der Evangelischen Studierendengemeinde. Die Wohnbebauung deckt das Spektrum von preisgünstigen Mietwohnungen bis zu freistehenden Einfamilienhäusern auf recht kleiner Fläche ab, so dass insgesamt eine aus vielen sozialen Schichten gemischte Bevölkerungsstruktur zu beobachten ist. Im Münchfeld hat die Bausparkasse Mainz ihren Sitz, welche neben dem Hauptgebäude das nahegelegene einstige Novo-Gebäude erworben hat. Dessen Architekt Arne Jacobsen gestaltete später das Mainzer Rathaus. Die Deutsche Bundesbank betreibt ihre Hauptverwaltung Rheinland-Pfalz und Saarland (ehemalige Landeszentralbank Rheinland-Pfalz) an der Hegelstraße.

### Der Martin-Luther-King-Park
Der Martin-Luther-King-Park ist ein Wohnviertel, das auf dem Gelände einer ehemaligen Kaserne der United States Army entstanden ist. 25 ha standen der Rüstungskonversion von militärisch genutzten Grundstücken für eine zivile Nutzung zur Verfügung.
1995 verließen die US-Streitkräfte mit ihren Angehörigen das Gelände; die stadtnahe Gesellschaft Wohnbau Mainz, die das Eigentum erwarb, konnte über 700 Bestandswohnungen vermieten oder verkaufen. Ein Einkaufszentrum von 3.000 Quadratmetern entstand. Etwa 500 Wohnungen wurden nachträglich saniert, nachdem Giftstoffe gemessen wurden. 1998 zog die Ortsverwaltung auf das Gelände des MLK-Parks. Neben einer Grundschule und einer Kindertagesstätte (1999) wurde auch eine Spezialschule für sprachbehinderte Kinder, die Astrid-Lindgren-Schule, eröffnet.
Der hier ansässige Martin-Luther-King-Park e. V. ist ein Verein für Nachbarschaftskultur. Er ist hervorgegangen aus der Mainzer Stadtteil-Initiative Martin-Luther-King-Park (IG MLK-Siedlung). Der Verein fördert durch bürgerschaftliches Engagement gelebte Nachbarschaft und tolerantes, multikulturelles Zusammenleben. Der MLKP-Verein gibt dazu allen Bewohnern des Martin-Luther-King-Parks ein Forum. Er veranstaltet Treffen, Feste, sportliche und kulturelle Aktivitäten, um Menschen aus unterschiedlichen Kulturen zusammenzubringen. Er vermittelt bei Konflikten und wirkt aktiv an der Entwicklung zu einem toleranten, offenen, multikulturellen Wohngebiet mit.

## Geschichte

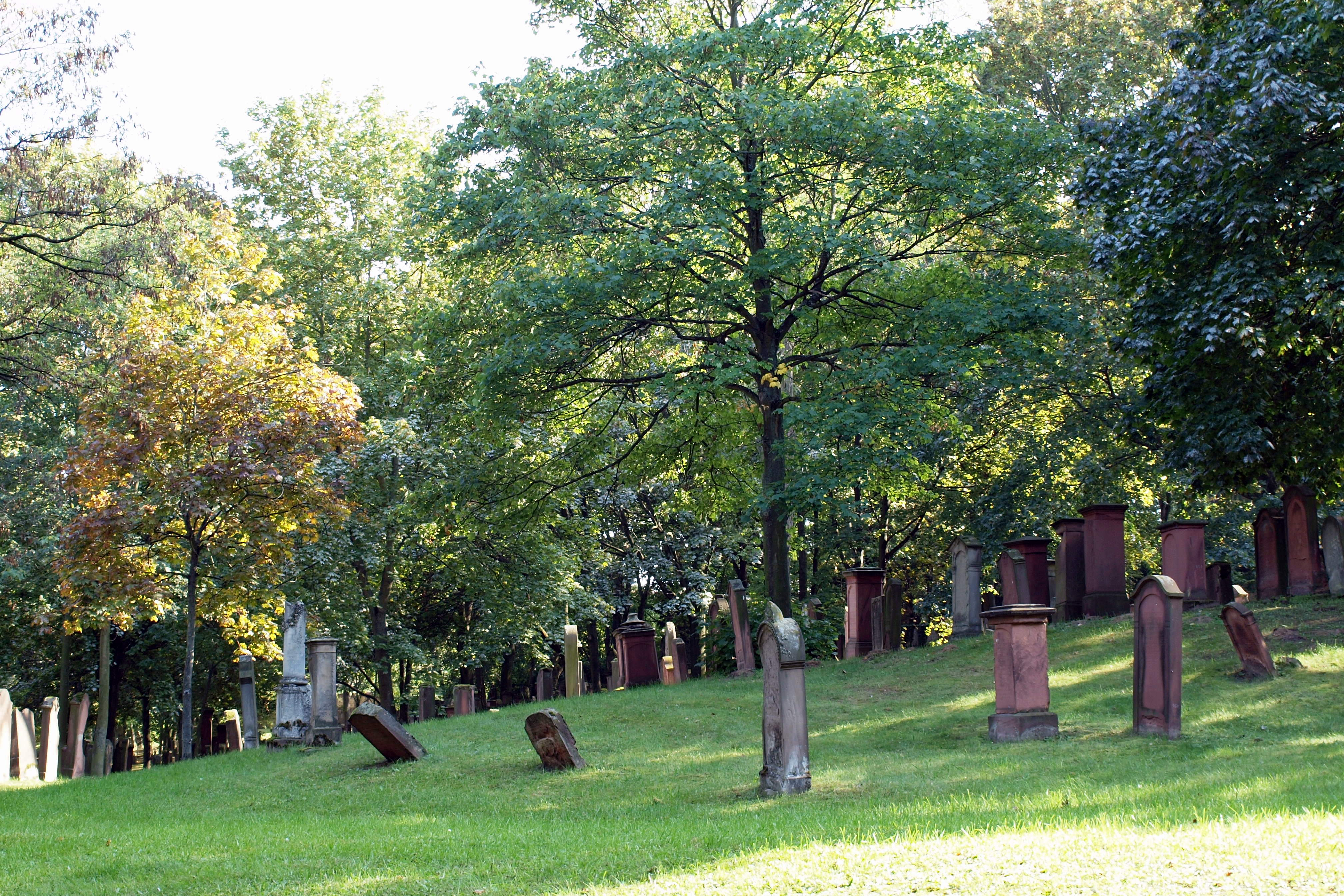
Blick von der Mombacher Straße auf den Judensand

Der Straßenname „Am Judensand“ im Ortsteil Hartenberg deutet auf die Verwendung von Teilen des späteren Ortsgebietes im Mittelalter hin. Hier befanden sich Begräbnisstätten der jüdischen Gemeinde. Bis heute ist der Alte Jüdische Friedhof an der Grenze vom Hartenberg-Münchfeld zur Neustadt erhalten geblieben; der älteste Grabstein datiert bis in das 11. Jahrhundert zurück. Auch der Gedenkstein von Gerschom ben Jehuda, der 1028 oder 1040 starb, befindet sich dort. Seit 27. Juli 2021 ist der Alte Jüdische Friedhof „Judensand“ Teil des UNESCO-Welterbes der SchUM-Stätten Speyer, Worms und Mainz.
Im frühen 19. Jahrhundert wurden auf dem Gebiet des heutigen Stadtteils in einem Massengrab vermutlich über tausend Menschen beigesetzt. Die Grabstätte wurde im Herbst 2018 bei Bauarbeiten für eine Schießanlage entdeckt. Nach ersten Einschätzungen könnte es sich um deutsche und französische Soldaten handeln, die einer Epidemie zum Opfer gefallen waren. Überlebende der Völkerschlacht bei Leipzig 1813, die nach Mainz geflüchtet waren, hatten den sogenannten Typhus de Mayence in die Stadt eingeschleppt. Dort starben mindestens 16292 Mann der französischen Besatzung und 2485 Mainzer.

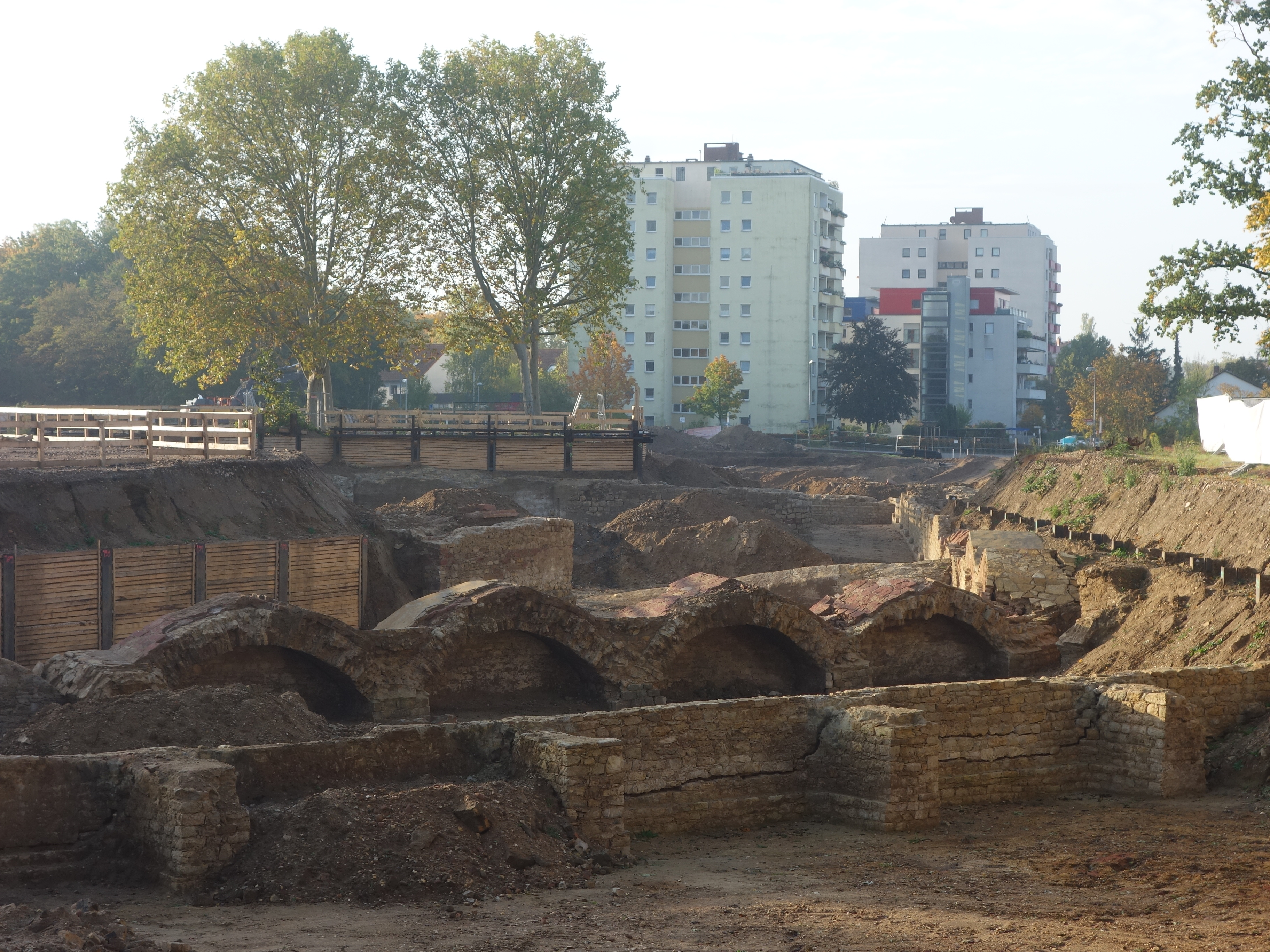
Teile des früheren Fort Hartenberg, Blick vom Hartenberg-Park aus in Richtung Süden (Oktober 2019)

Aufgrund der Bedeutung von Mainz als Festungsstadt hatte auch der „Hartenberg“ eine militärische Funktion, denn wer ihn beherrschte, konnte von dort die Mainzer Innenstadt beschießen. Beim durch den Abriss des nördlichen Festungsteils möglich gewordenen Ausbau der Neustadt wurde eine neue Umwallung um diese, der Rheingauwall, errichtet. Er wurde zwischen 1872 und 1879 in neupreußischer Befestigungsmanier erbaut und schloss Teile des heutigen Ortsteils ein. Mehrere Forts sind teilweise erhalten, so das Fort Hauptstein, das Cavalier Prinz Holstein, das Fort Hartmühl im Hartenberg-Park nördlich der Wasserspiele und die Neue Golden-Ross-Kaserne. Beim Mombacher Tor wurde auf Anregung von Generalfeldmarschall Edwin von Manteuffel eine Armee-Konservenfabrik errichtet, von der heute lediglich noch die Gründungen zu sehen sind. Bei der Erweiterung des Südwestrundfunks 2003 wurden Teile des Gonsenheimer Tors bei Ausschachtungsarbeiten wiederentdeckt. Die Teile wurden geborgen und nahe dem Fundort wiederhergestellt. Ebenso traten umfangreiche Teile des im 19. Jahrhundert errichteten Fort Hartenberg einschließlich seiner Miniergänge zu Tage, als auf dem Gelände der um 1965 erbauten und 2018 abgerissenen Hartenberg-Grundschule (spätere Peter-Jordan-Schule) Ausschachtungsarbeiten zu einer geplanten Wohnbebauung am Hartenberg-Park begannen. Hier trat im September 2019 ein Baustopp von drei Monaten in Kraft, um den Archäologen die Vermessung und Dokumentation der Anlagen zu ermöglichen, bevor diese der Wohnbebauung weichen.

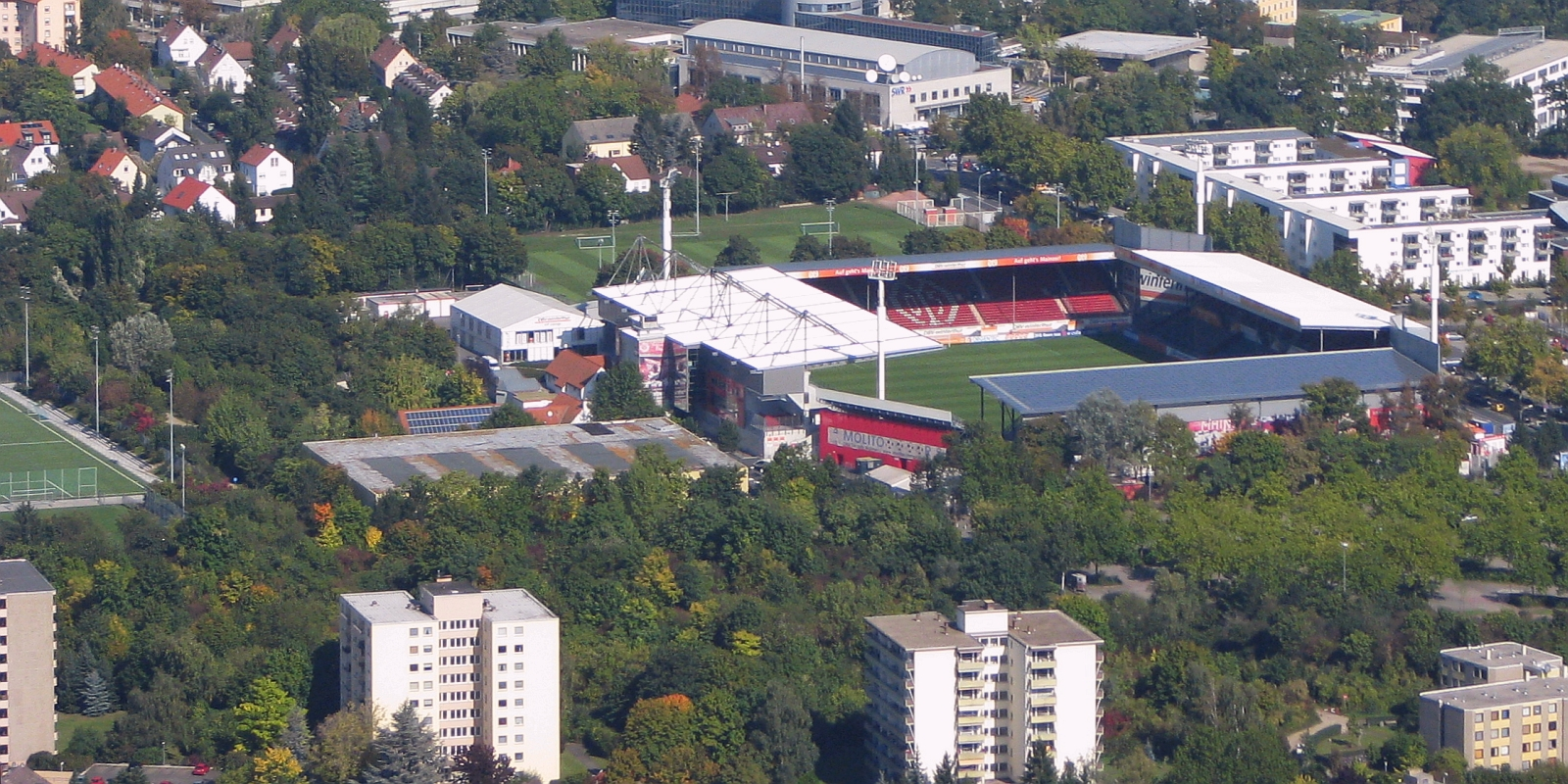
Bruchwegstadion

Mit der Errichtung der Siedlung in der Baentschstraße begann 1904 der bis heute anhaltende zivile Wohnungsbau im Stadtteil. 1928 wurde das Bruchwegstadion angelegt, in dem der 1. FSV Mainz 05 bis 2011 seine Heimspiele austrug. Zu Beginn der 1960er und in den 1970er Jahren wurde auf dem Hartenberg und im Münchfeld massiv gebaut und Wohnraum geschaffen, um die Wohnraumnot der Nachkriegszeit in der Mainzer Innenstadt zu beheben. Im Dezember 2023 hatte der Stadtteil rund 19.000 Einwohner (Haupt- und Nebenwohnsitz).
Nach dem Tod von Martin Luther King Jr. stimmte der Stadtrat dem Vorschlag des städtischen Kultur- und Schulausschusses zu, den an die damalige „Mainz University Housing Area“ der US-Armee angrenzenden Bruchweg in Dr.-Martin-Luther-King-Weg umzubenennen. Die Säkularisierung der „Mainz University Housing Area“ brachte viele Wohnungen für die Mainzer Zivilbevölkerung.
Aus dieser Entwicklung heraus wurde 1989 der ehemalige Ortsbezirk Mainz-Innenstadt aufgelöst und in vier eigenständige Stadtteile aufgeteilt. So entstand der neue Ortsteil Hartenberg-Münchfeld aus Teilen des Ortsbezirks Mainz-Gonsenheim sowie (östlich des Martin-Luther-King-Wegs bzw. Am Judensand) des ehemaligen Ortsbezirks Innenstadt. Eine eigene Identität hat der aus den Teilen Hartenberg (nordöstlich der Straße „An der Allee“) und Münchfeld (südwestlich davon) bestehende Stadtteil bislang noch nicht gefunden.
Siehe auch: Liste der Kulturdenkmäler in Mainz-Hartenberg-Münchfeld

## Religion

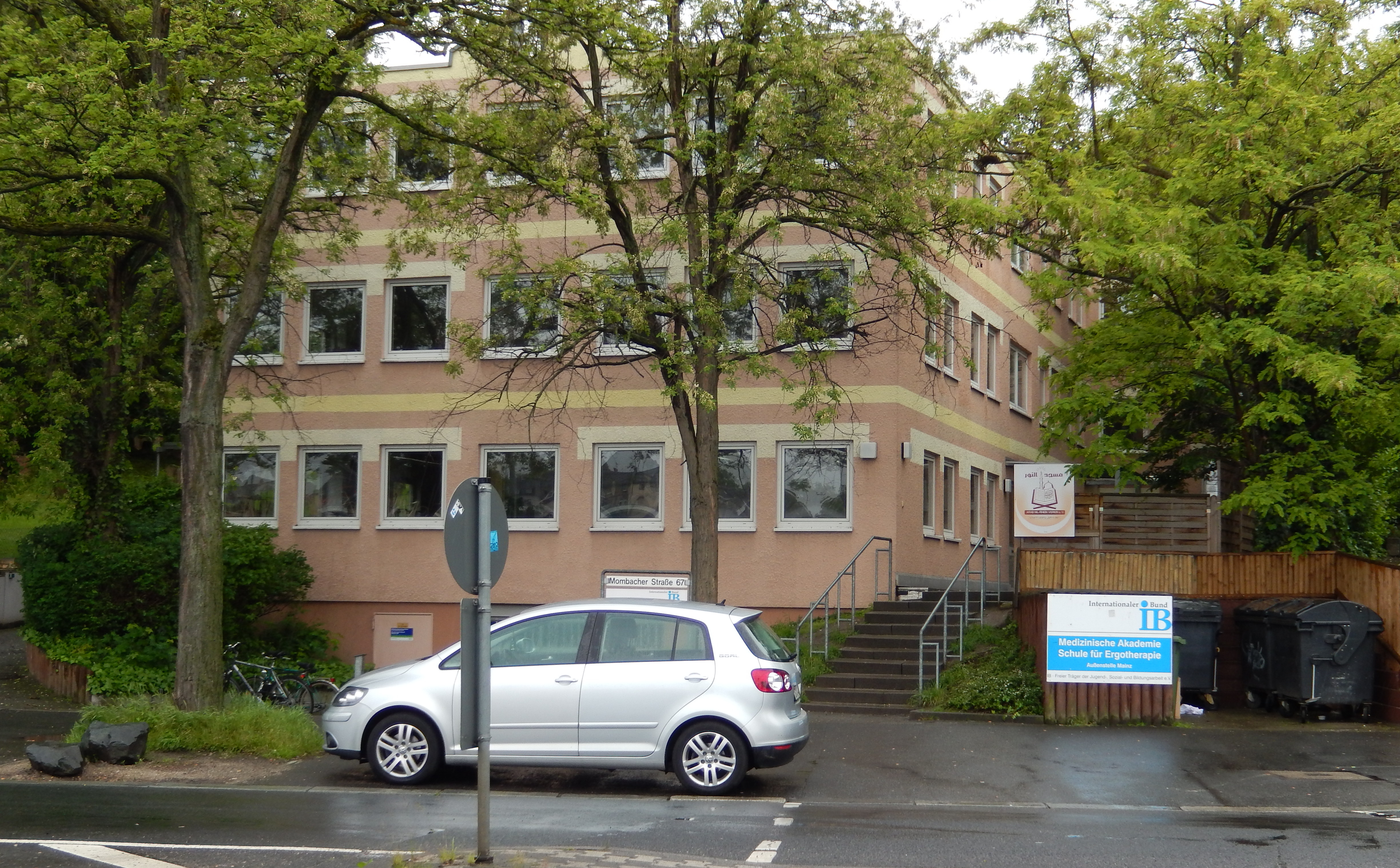
Gebäude des Internationalen Bundes und des Arab-Nil-Rhein-Vereins in der Mombacher Straße 67

### Christliche Gemeinden
Sowohl auf dem Hartenberg, als auch im Münchfeld, gibt es je eine katholische und evangelische Gemeinde. Die katholischen Gemeinden St. Rabanus Maurus und St. Johannes Evangelist bilden heute die Pfarrgemeinde Don Bosco. Die Auferstehungskirche und die Emmauskirchengemeinde sind die Gemeinden der Evangelischen Kirche in Hessen und Nassau.
Das 1960 erbaute Provinzialhaus (Kloster) der Oblaten der Makellosen Jungfrau Maria neben der St. Rabanus Maurus Kirche wurde 2017 niedergelegt, um einer Wohnbebauung Platz einzuräumen. Diese wurde unter der Bezeichnung „Klostergarten“ vermarktet.

### Katholisches Jugendwerk
Das Jugendwerk wurde 1930, in dem Jahr als die Franzosen Mainz verließen, auf dem ehemaligen Festungsgelände des Fort Gonsenheim errichtet. Es diente unter anderem als Veranstaltungsort der deutschen Katholikentage von 1947, 1948 und 1998.
Am 28. August 2009 legte der Mainzer Generalvikar, Prälat Dietmar Giebelmann, den Grundstein für den Neubau des Bischöflichen Jugendamts auf dem Gelände. 2011 wurde das Bischöfliche Jugendamt Don Bosco, entworfen durch die Architektin Angela Fritsch Architekten, Darmstadt, mit dem Architekturpreis 2011 ausgezeichnet. Die Lärchenholz-/Glasfassade überzeugte die Juroren durch Kontrastierung von Materialien und Farben und räumlicher Strukturierung. Die Bebauung des ehemaligen Sportplatzes erfolgte ab 2010 nach einer Flächennutzungsplanänderung.

### Nichtchristliche Gemeinden
- Arab-Nil-Rhein-Verein e. V., Islam

## Politik

### Ortsvorsteher und Ortsbeirat

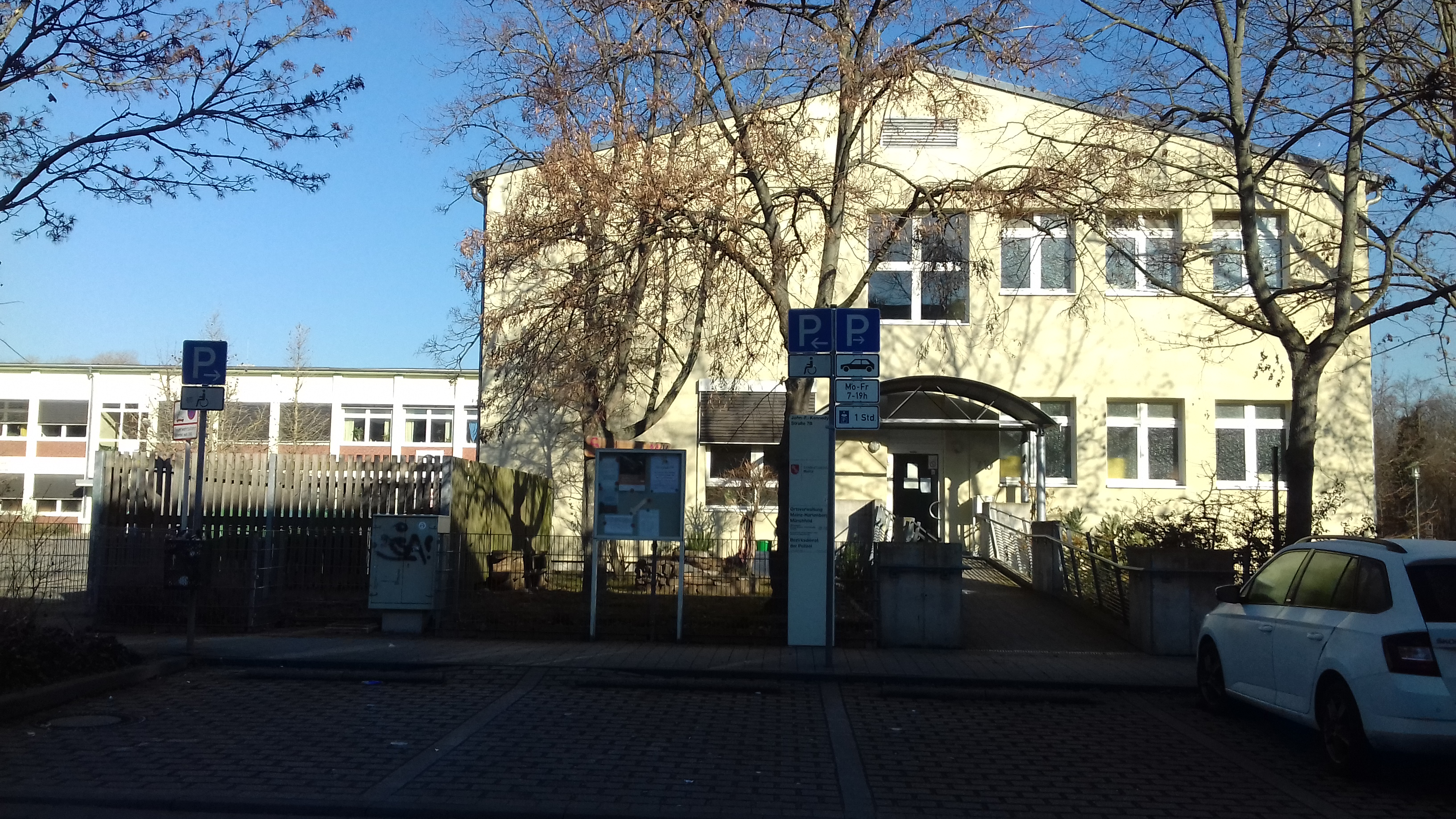
Ortsverwaltung

Seit den Wahlen zum Ortsbeirat 2024 sind folgende Parteien im Ortsbeirat vertreten:
- GRÜNE (5 Sitze)
- CDU (3 Sitze)
- SPD (2 Sitze)
- Die Linke (1 Sitz)
- ÖDP (1 Sitz)
- FDP (1 Sitz)

Christin Sauer (Grüne) wurde am 14. August 2019 Ortsvorsteherin von Hartenberg-Münchfeld. Bei der Stichwahl am 16. Juni 2019 hatte sie sich gegen ihre Vorgängerin Karin Trautwein (CDU) durchgesetzt, die das Amt seit 2009 ausgeübt hatte. Bei der Kommunalwahl 2024 erreichte Christin Sauer in einer erneuten Stichwahl einen Stimmenanteil von 64,3 % und wurde für weitere fünf Jahre in ihrem Amt bestätigt.

### Landespolitik
Der Stadtteil gehört zum Wahlkreis Mainz I. Bei der Landtagswahl 2021 gewann Katharina Binz (GRÜNE) hier das Direktmandat. Weitere Abgeordnete aus diesem Wahlkreis sind Gerd Schreiner (CDU) und Cornelia Willius-Senzer (FDP).

## Kultur und Sehenswürdigkeiten

### Grünflächen und Naherholung
Seit 1979 gibt es den Hartenbergpark mit einer Minigolfanlage, Wasserspielplatz, Liegewiese, großem Kinderspielplatz und einer kleinen Aussichtsplattform über das Industriegebiet von Mainz-Mombach. Er entstand auf den weitgehend zugeschütteten Überresten der Forts Hartenberg und Hartmühl und umfasst ca. 18 ha Gesamtfläche.

## Wirtschaft und Infrastruktur

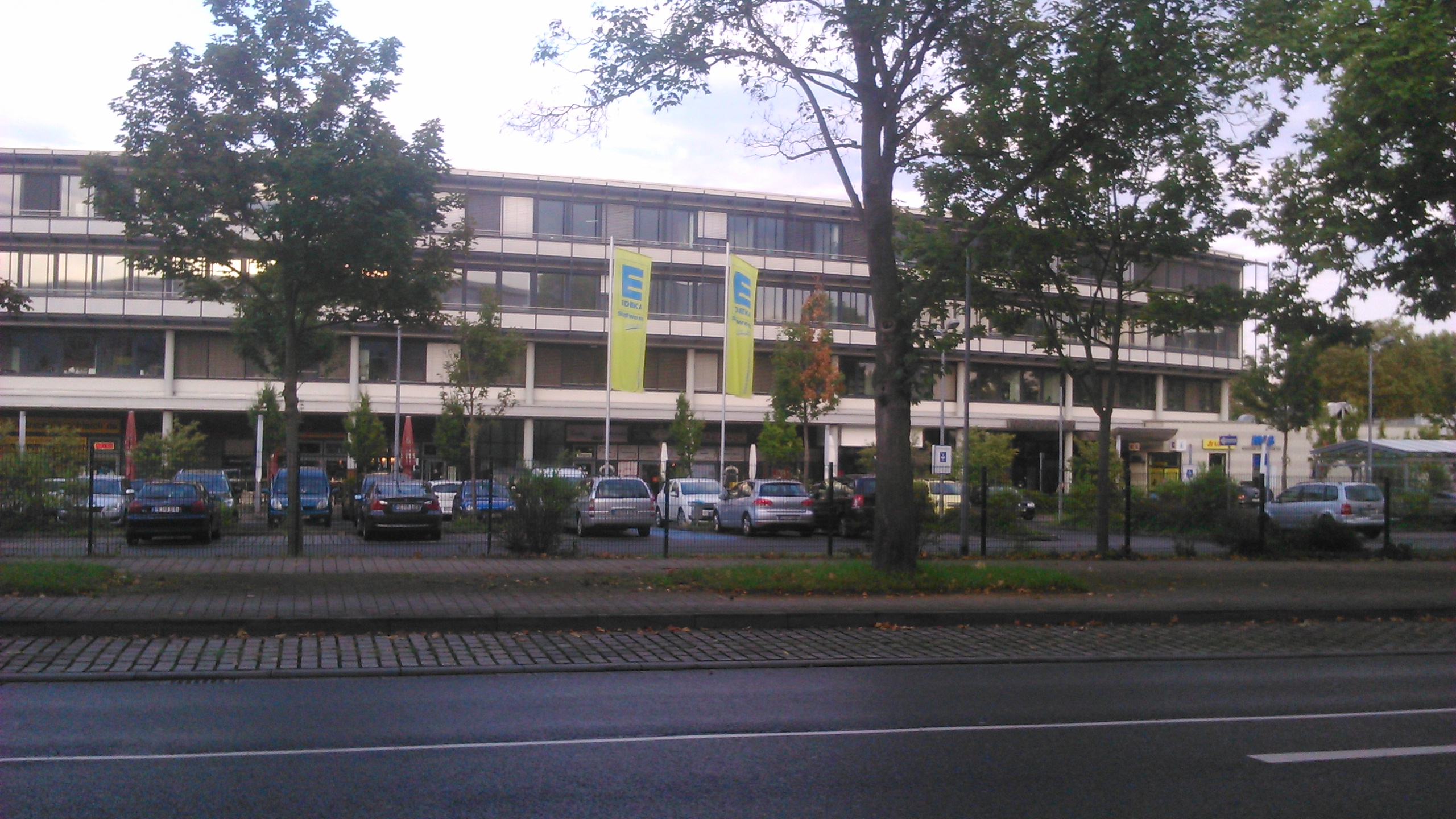
Das King Park Center, in dem unter anderem die Wohnbau Mainz ihren Sitz hat

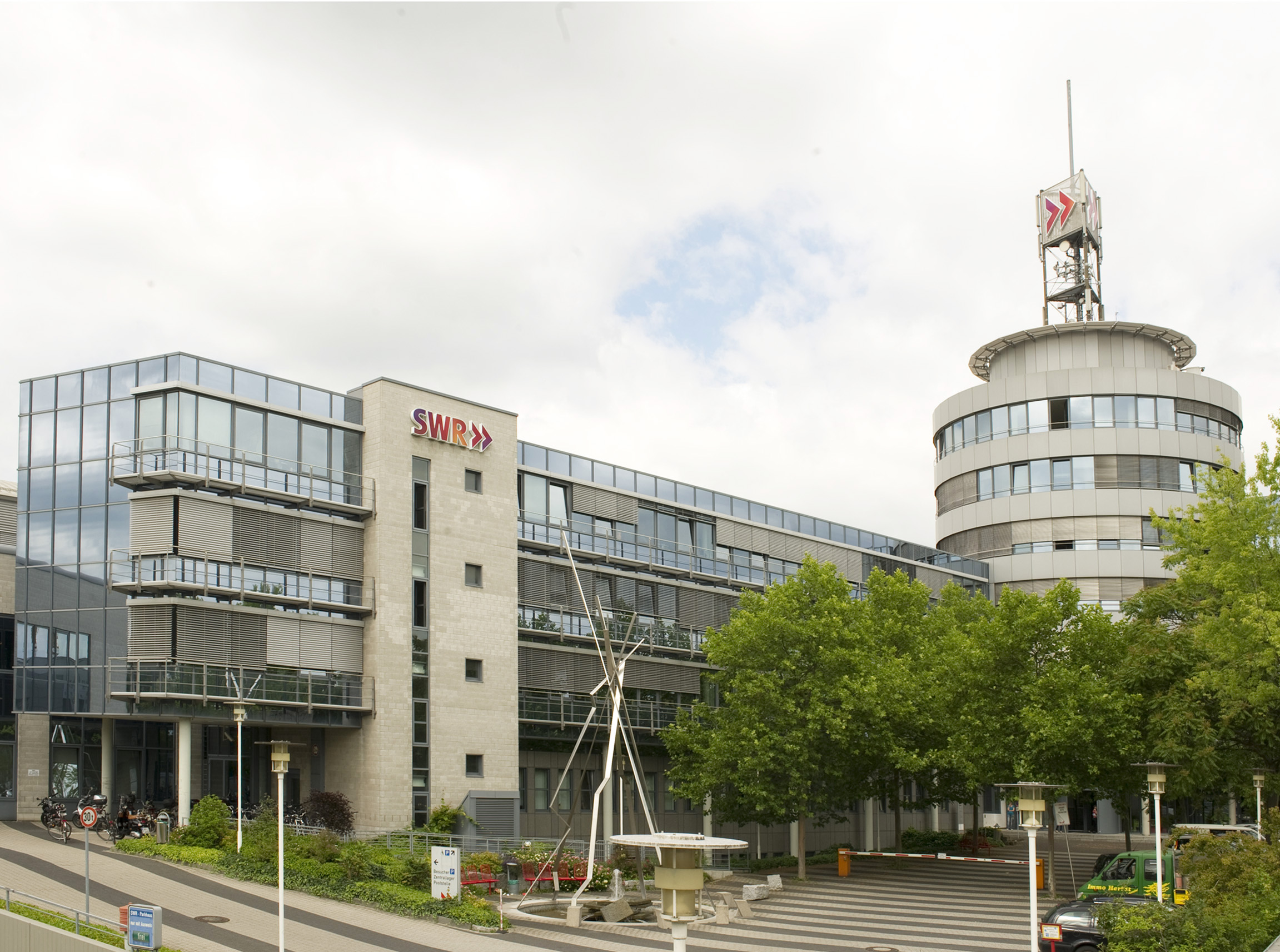
SWR-Funkhaus Mainz

### Unternehmen
Neben der Wohnbau Mainz haben weitere Unternehmen ihren Sitz in Hartenberg-Münchfeld, beispielsweise unterhält die Deutsche Bundesbank hier eine Filiale.

### Medien
Der damalige Südwestfunk (SWF, heute SWR) zog 1978 auf den Hartenberg; 1995 wurde ein Neubau eingeweiht, 2004 ein weiterer Erweiterungs-Neubau. Der Sender zeichnet Literatursendungen im Eingangsbereich (Reihe Literatur im Foyer) öffentlich auf und lockte so einige der bekanntesten deutschsprachige Autoren auf den Hartenberg. Livesendungen sind Flutlicht, Landesschau und Report Mainz.

### Bildung

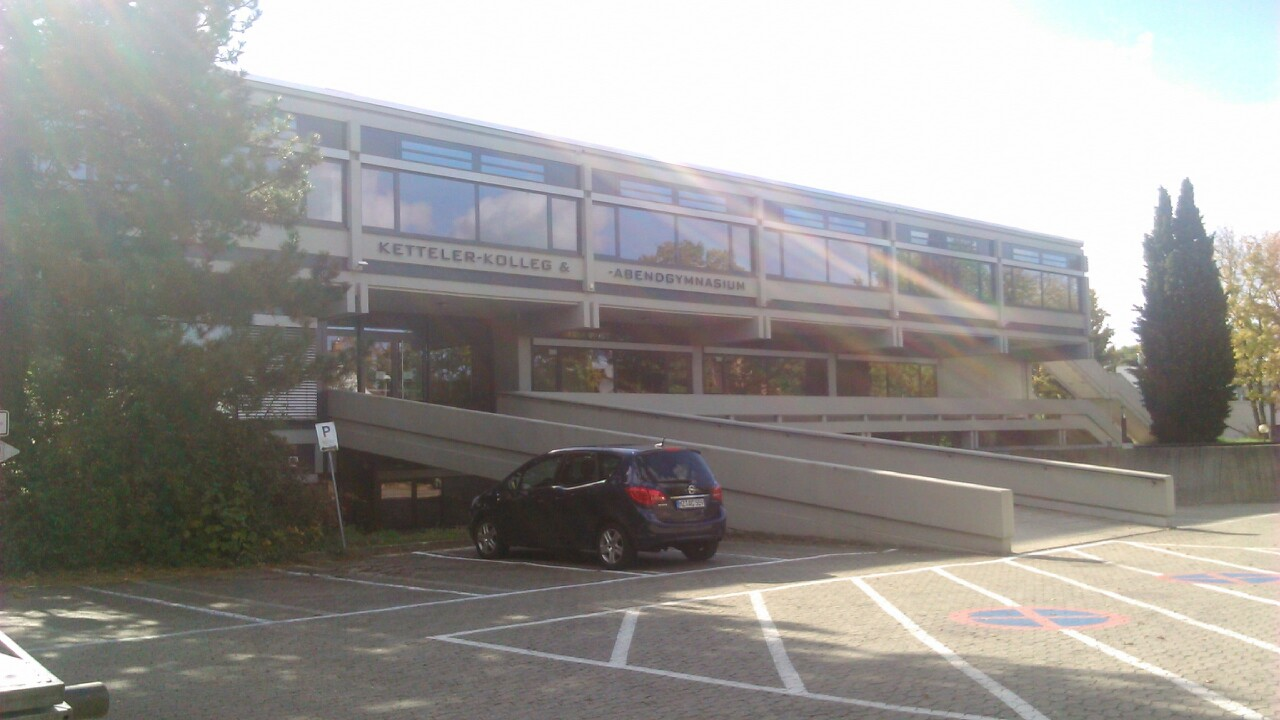
Ketteler-Kolleg

- Hans-Böckler-Berufsbildungszentrum
  - Berufsbildende Schule I (Gewerbe und Technik)
  - Berufsbildende Schule III (Wirtschaft und Verwaltung)
- Elisabeth von Thüringen-Schule, Fachschule für Sozialwesen[22]
- Grundschule Dr.-Martin-Luther-King-Schule (bis ca. 1999 als Hartenbergschule am Hartenberg-Park)
- Grundschule Münchfeldschule
- Ketteler-Kolleg: Institut zur Erlangung der Hochschulreife
- Astrid-Lindgren-Schule, Schule mit dem Förderschwerpunkt Sprache

### Verkehr
Mit den Buslinien 6, 60, 63, 64, 65, 68, 78, 79, 91 und 93 der Mainzer Mobilität ist die Mainzer Innenstadt in 10 bis 15 Minuten erreichbar. Außerdem fahren einige der Buslinien in den Landkreis Mainz-Bingen.
Die Saarstraße verbindet die Innenstadt mit der A 60 sowie den außerhalb liegenden Stadtteilen.

### Sonstige Einrichtungen
Im Martin-Luther-King-Park existiert mit dem King Park Center ein Einkaufszentrum.
Auf dem Hartenberg befindet sich zudem das Heinrich-Egli-Haus, eine Einrichtung für Obdachlose.

## Persönlichkeiten
Bekannte Persönlichkeiten sind der Nobelpreisträger Paul Josef Crutzen und die Modeschöpferin Anja Gockel, die ihr Modeatelier in der Alten Patrone hat sowie Walter Strutz junior, ehemaliger Citymanager von Mainz, Harald Strutz und Walter Strutz senior, ehemaliger Vorsitzender der Mainzer FDP und ab 1951 Präsident des 1. FSV Mainz 05. Die Jazzmusiker Titi Winterstein und Ziroli Winterstein verbrachten ihre Kindheit hier.